# Dermestes shaanxiensis
Dermestes shaanxiensis là một loài bọ cánh cứng trong họ Dermestidae. Loài này được Cao miêu tả khoa học năm 1987.